# Themis

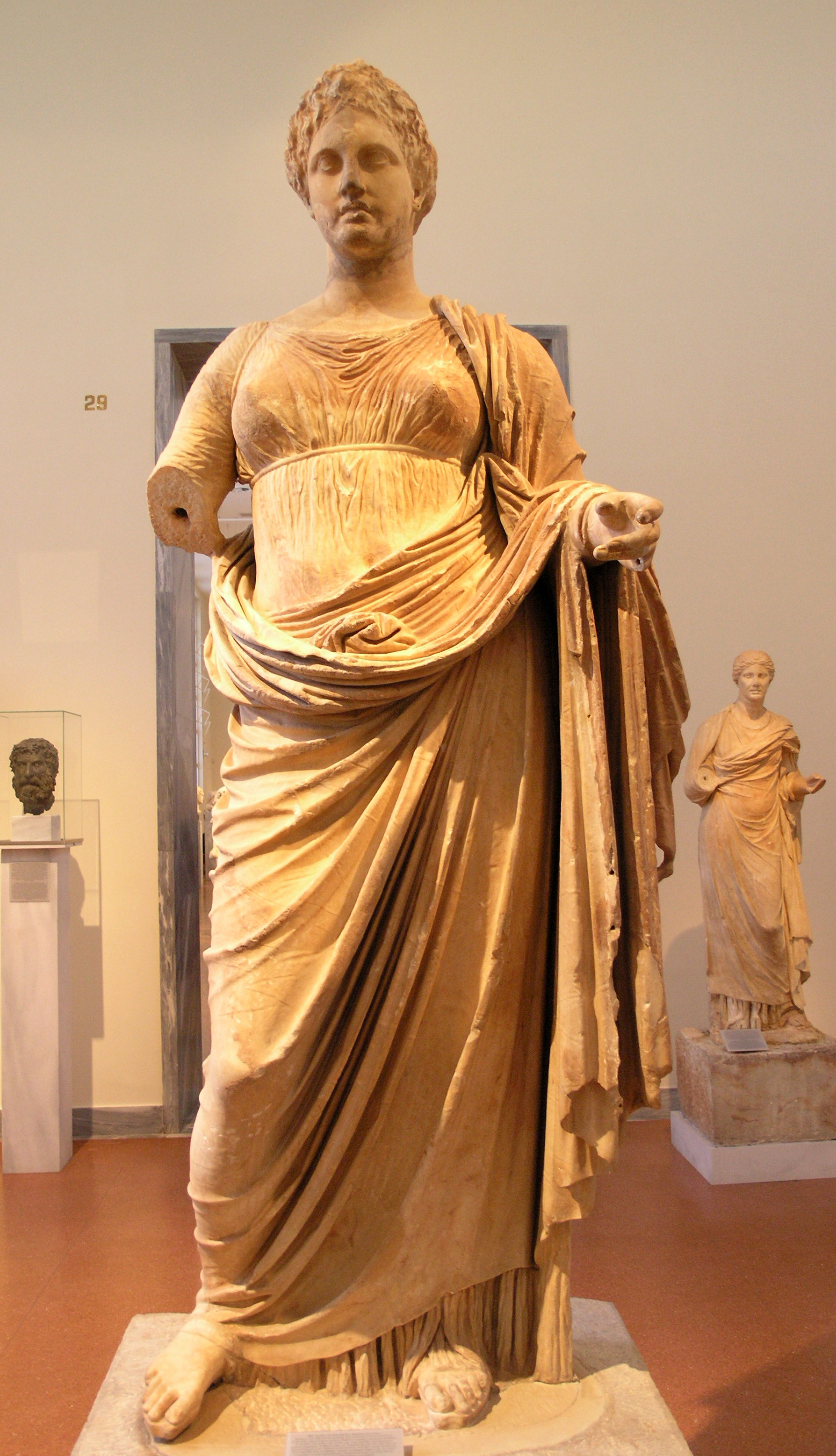
Themis, z chrámu Nemesis, Rhamnous, Attika, označena jako Chairestratova socha, asi 300 př. n. l.

Themis (řecky Θέμις, latinsky Themis) je v řecké mytologii dcera boha nebe Úrana a bohyně země Gaii. Je bohyní zákonného pořádku mezi lidmi a přírodou. Její atributy jsou váhy.

## Významy
Podle Pelasgického mýtu o stvoření světa je dcerou Eurynomé a hada Ofióna. Spolu s Eurymedontem je jako každý z Titánů přidělena jedné z hvězdných mocností, v jejím případě to je Jupiter.
Někdy bývá nazývána „druhou manželkou Diovou“, porodila mu Moiry – bohyně osudu a Hóry – bohyně ročních období. Stává při Diovi, když k výkonu soudcovské funkce zasedá na svůj trůn, spolu s ní i bohyně spravedlnosti Diké (bývá uváděna jako dcera Themidina, dokonce jsou i vzájemně zaměňovány).
Bývá uváděna i jako matka matka Epimétheova, jiné zdroje označují za jeho matku Klymené. Otcem byl Titán Íapetos. Epimétheus se později stal manželem Pandóry, která přinesla lidem dary od bohů v Pandořině skříňce, plné trápení, běd a neštěstí.
Themis je ztělesněním božského řádu, zákona a zvyku. Pokud je Themis přehlížena, Nemesis přináší jen spravedlivou a hněvivou odplatu. Themis není zlostná: Byla první, která nabídla Héře, rozrušené Diovými hrozbami, po návratu na Olymp pohár. Themis předsedá řádnému vztahu mezi mužem a ženou, základu správně zřízené rodiny (rodina byla považována za pilíř výchovy) a soudcové byli často nazýváni „themistopoloi“ (Themidini služebníci). Hérou byla oslovována jako „paní Themis“.
Jméno Themis mohlo být také náhradou za Adrasteiu ve vyprávění o narození Dia na Krétě. Zřídila věštírnu v Delfách a byla zde orákulem. Podle jiné z legend přijala Themis věštírnu v Delfách od Gaii a později ji předala Foibé.
Themis je někdy ztotožňována s Physis (personifikace přírody).
Římským ekvivalentem jednoho aspektu řecké Themis, jako zosobnění božského zákonného práva, se stala Iustitia (v angličtině Justitia). Ta je zobrazována jako žena bez citu, se zavázanýma očima a držící váhy a roh hojnosti.

## Manželé/Děti
S Diem
- Hóry: bohyně ročních období
  - První generace (jsou známá i jiná jména)
    - Auxó (bohyně růstu)
    - Karpó (bohyně plodů)
    - Thalló (bohyně květu)

  - Druhá generace
    - Diké (bohyně spravedlnosti), známá jako Astraea v římském náboženství, souhvězdí Panny
    - Éiréné (bohyně míru)
    - Eunomia (bohyně zákonnosti)
- Moiry: bohyně osudu
  - Atropos (přestřihává nit života)
  - Klóthó (rozpřádá nit lidského života)
  - Lachesis (rozvíjení nitě lidského života)